# Primorsko-Achtarsk
Primorsko-Achtarsk (anche traslitterata come Primorsko-Ahtarsk o Primorsko-Akhtarsk) è una città della Russia europea meridionale, capoluogo amministrativo del distretto omonimo.

## Storia
Sul sito era localizzata una fortezza turca chiamata Achtar-Bachtar (in turco, falesia bianca sul mare), posseduta dai russi durante la guerra russo-turca del 1768-74. Divenuta nel 1829 un insediamento cosacco (chutor) con il nome di Achtarskij, fu ribattezzata nel 1900 Primorsko-Achtarskaja (in russo, primorskij significa presso il mare). Risale al 1949, infine, l'adozione del nome nella forma attuale e la concessione dello status di città.

### Evoluzione demografica
Fonte: mojgorod.ru
- 1959: 22.000
- 1979: 28.000
- 1989: 30.000
- 2002: 32.677
- 2007: 32.200
- 2021: 32.000

## Geografia fisica
La città è situata sulle coste del mare di Azov, 151 km a nordovest di Krasnodar.

### Clima
La città ha un clima di transizione fra le miti regioni costiere transcaucasiche del Mar Nero e le regioni del Don e del basso Volga che, seppure calde d'estate, soffrono di geli invernali che possono diventare anche intensi.
| Primorsko-Achtarsk (1991-2020) Fonte: | Mesi         | Mesi         | Mesi         | Mesi        | Mesi        | Mesi        | Mesi        | Mesi        | Mesi        | Mesi        | Mesi         | Mesi         | Stagioni | Stagioni | Stagioni | Stagioni | Anno  |
| Primorsko-Achtarsk (1991-2020) Fonte: | Gen          | Feb          | Mar          | Apr         | Mag         | Giu         | Lug         | Ago         | Set         | Ott         | Nov          | Dic          | Inv      | Pri      | Est      | Aut      | Anno  |
| ------------------------------------- | ------------ | ------------ | ------------ | ----------- | ----------- | ----------- | ----------- | ----------- | ----------- | ----------- | ------------ | ------------ | -------- | -------- | -------- | -------- | ----- |
| T. max. media (°C)                    | 2,5          | 4,1          | 9,5          | 16,7        | 23,0        | 27,3        | 30,1        | 29,9        | 24,1        | 16,9        | 9,2          | 4,2          | 3,6      | 16,4     | 29,1     | 16,7     | 16,5  |
| T. media (°C)                         | −0,6         | 0,1          | 5,0          | 11,6        | 17,9        | 22,5        | 25,2        | 24,6        | 18,8        | 15,2        | 5,3          | 1,1          | 0,2      | 11,5     | 24,1     | 13,1     | 12,2  |
| T. min. media (°C)                    | −2,9         | −2,6         | 2,0          | 7,9         | 13,9        | 18,5        | 20,9        | 20,0        | 14,8        | 8,7         | 2,6          | −1,2         | −2,2     | 7,9      | 19,8     | 8,7      | 8,5   |
| T. max. assoluta (°C)                 | 17,5 (1999)  | 19,8 (2021)  | 26,5 (1983)  | 30,6 (1969) | 36,1 (2007) | 39,3 (2018) | 40,7 (2016) | 40,3 (2010) | 37,3 (1994) | 33,7 (1999) | 24,5 (2010)  | 20,7 (2008)  | 20,7     | 36,1     | 40,7     | 37,3     | 40,7  |
| T. min. assoluta (°C)                 | −27,2 (1950) | −27,8 (1954) | −17,4 (1985) | −4,8 (1965) | 2,0 (1981)  | 8,5 (2003)  | 12,1 (1983) | 7,8 (1949)  | 0,9 (1986)  | −7,2 (1951) | −21,1 (1953) | −22,8 (1953) | −27,8    | −17,4    | 7,8      | −21,1    | −27,8 |
| Nuvolosità (okta al giorno)           | 7,6          | 6,8          | 6,6          | 6,1         | 5,2         | 4,7         | 3,3         | 3,1         | 4,1         | 5,3         | 6,9          | 7,7          | 7,4      | 6,0      | 3,7      | 5,4      | 5,6   |
| Precipitazioni (mm)                   | 54           | 44           | 47           | 36          | 48          | 59          | 45          | 43          | 45          | 44          | 45           | 50           | 148      | 131      | 147      | 134      | 560   |
| Giorni di pioggia                     | 11           | 11           | 13           | 13          | 12          | 11          | 8           | 7           | 10          | 11          | 13           | 13           | 35       | 38       | 26       | 34       | 133   |
| Nevicate (cm)                         | 3            | 3            | 1            | 0           | 0           | 0           | 0           | 0           | 0           | 0           | 0            | 1            | 7        | 1        | 0        | 0        | 8     |
| Giorni di neve                        | 9            | 9            | 6            | 0,3         | 0,0         | 0,0         | 0,0         | 0,0         | 0,0         | 0,4         | 3,0          | 9,0          | 27,0     | 6,3      | 0,0      | 3,4      | 36,7  |
| Giorni di nebbia                      | 4            | 3            | 2            | 1           | 0,1         | 0,1         | 0,0         | 0,4         | 1,0         | 3,0         | 3,0          | 5,0          | 12,0     | 3,1      | 0,5      | 7,0      | 22,6  |
| Umidità relativa media (%)            | 84           | 81           | 78           | 72          | 69          | 70          | 66          | 66          | 70          | 76          | 83           | 85           | 83,3     | 73       | 67,3     | 76,3     | 75    |
| Vento (direzione-m/s)                 | E 3,2        | E 3,2        | E 3,5        | E 3,2       | E 2,8       | W 2,6       | NW 2,5      | NE 2,4      | E 2,5       | E 2,8       | E 3,0        | E 3,1        | 3,2      | 3,2      | 2,5      | 2,8      | 2,9   |

I valori di temperatura media per il periodo 1914-1990 sono invece riportati di seguito:
- temperatura media annua: 10,7 °C
- temperatura media del mese più freddo (gennaio): -2,1 °C
- temperatura media del mese più caldo (luglio): 24,1 °C